# ТЕС Майнц-Вісбаден
50°1′36.8″ пн. ш. 8°14′15.1″ сх. д. / 50.026889° пн. ш. 8.237528° сх. д.
ТЕС Майнц-Вісбаден — теплова електростанція в Німеччині у федеральній землі Рейнланд-Пфальц.
Розташована на північній околиці Майнцу площадка використовувалась для виробництва електроенергії з 1899 року. В період між 1958 та 1964 роками тут звели три вугільні енергоблоки потужністю по 100 МВт, які разом іменували Kraftwerk I. У 1977-му їх доповнили енергоблоком потужністю 355 МВт (Kraftwerk II), що мав у своєму складі як парову, так і газову турбіни. Таким чином, він вже відносився до парогазових енергоблоків комбінованого циклу, проте при цьому зберігав класичний паровий котел, оскільки потужність газової турбіни GT13D складала лише 85 МВт. Паливна ефективність нового енергоблоку при виробництві електроенергії становила 44 %. Первісно він розраховувався для роботи на нафті, проте в подальшому був переведений на природний газ.
На межі століть електростанцію вирішили модернізувати шляхом закриття вугільної Kraftwerk I та спорудження замість неї сучасного повноцінного парогазового блоку, що отримав назву Kraftwerk III. Введений в експлуатацію у 2001 році, він оснащений турбінами компанії Siemens: газовою SGT5-4000F (також відома як V94.3A) потужністю 265 МВт та паровою SST5-6000 потужністю 140 МВт. Разом вони забезпечують паливну ефективність при виробництві електроенергії на рівні 58,4 %. Загальна ж ефективність електростанції підвищується за рахунок використання її в режимі теплоелектроцентралі. Можливо також відзначити, що, окрім закриття вугільних блоків, поява Kraftwerk III дозволила тримати газовий блок Kraftwerk II у режимі резерву на випадок холодного зимового періоду.
Зі спорудженням Kraftwerk III роботи на площадці станції не завершились. В 2003 році поряд із ТЕС ввели в експлуатацію сміттєспалювальний завод. Він постачає отриману в результаті своєї діяльності пару до електростанції, при цьому такі поставки становлять еквівалент 12 МВт виробленої електроенергії. А в 2016 році оголосили про наміри встановити тут десять двигунів Wärtsilä 34SG загальною електричною потужністю 100 МВт, які також можуть видавати 96 МВт теплової енергії та забезпечувати загальну паливну ефективність у 90 %. При цьому вони виводяться на режим за 2 хвилини та не мають обмежень по кількості запусків.
Видача продукції станції відбувається по ЛЕП, що працює під напругою 110 кВ.